# 凱努區
凱努區（芬蘭語：Kainuu；又译为卡伊努区），是芬蘭的一個行政區，在撤省之前屬奧盧省，東鄰俄羅斯。面積22,688平方公里，2021年6月底时人口71,511人。區府卡亞尼。

## 市镇
凱努區下分八個市镇，其中两个使用“城市”称号：
- 许林萨尔米
- 卡亚尼
- 库赫莫
- 帕尔塔莫
- 普奥兰卡
- 里斯蒂耶尔维
- 索特卡莫
- 苏奥穆斯萨尔米